# Фундаментална термодинамичка једначина
Фундаментална једначина у термодинамици је једначина која описује целу термодинамику система. Најчешће фундаменталне једначине су енергијска фундаментална једначина (функција унутрашње енергије) и ентропијска фундаментална једначина (функција ентропије) и фундаменталне једначине за различите термодинамичке потенцијале.
Природне променљиве су променљиве  од којих зависи функција F тако да ако се изрази преко њих у облику , она постаје фундаментална једначина.
За разлику од фундаменталне једначине која сама описује цео термодинамички систем, свака друга једначина стања садржи мање термодинамичких информација о систему.

## Одређивање фундаменталне једначине
Фундаменталне једначине се теоријски не могу одредити у оквиру термодинамике, већ се одређују:
- емпиријски преко најмање две једначине стања
- методама статистичке физике на моделима.[1]

## Врсте фундаменталних једначина
- Енергијска фундаментална једначина:
- Ентропијска фундаментална једначина:

Фундаменталне једначине за термодинамичке потенцијале:
- Фундаментална једначина за Хелмхолцову слободну енергију:
- Фундаментална једначина за енталпију:
- Фундаментална једначина за Гибсов термодинамички потенцијал:
- Фундаментална једначина за Омега потенцијал:

## Потпуна одређеност система
Ако је позната енергијска фундаментална једначина, за константне вредности N и V, једначина зависи само од ентропије U = U (S), што представља једну криву (слика а - зависност U = U (S) је приказана јаком линијом). Свака тачка криве одређује нагиб, што је, по дефиницији, температура. Због одређености температуре следи да из зависности U = U (S) можемо одредити функцију U = U (Т) (слика б).
С друге стране, ако би била позната зависност U = U (Т) која представља једну једначину стања, фундаменталну једначину U = U (S) добијамо интеграљењем једначине стања, те ће функција коју тражимо U = U (S) бити неодређена до на константу интеграције (слика а, испрекидане линије).
Дакле, познавање фундаменталне једначине U = U (S) повлачи познавање једначине стања U = U (Т), док обрнуто не важи.